# Wyrzynek
Wyrzynek – sortyment drewna, grubizna o długości od 0,5 m do 2,6 m.